# Dusun Baru Pulau Sangkar
Dusun Baru Pulau Sangkar is een bestuurslaag in het regentschap Kerinci van de provincie Jambi, Indonesië. Dusun Baru Pulau Sangkar telt 1216 inwoners (volkstelling 2010).